# Tatsuhito Takaiwa
Tatsuhito Takaiwa (高岩 竜一, Takaiwa Tatsuhito, né le 5 juillet 1972) est un catcheur coréen. Takaiwa est surtout connu pour avoir catché à la New Japan, et à la Zero-One, et maintenant à la  All Japan et NOAH.

## Carrière

### New Japan Pro Wrestling
Il forme une équipe avec Shinjiro Otani durant les années 90 et ils ont remporté les ceintures IWGP Jr Heavyweight Tag  en 1998 et 1999. Il remporte aussi le titre Zero-One International Jr. Heavyweight, IWGP Jr. Heavyweight.  
Il remporte le 2000 Best of the Super Juniors, c'est un 12-man tournament qui a lieu du 19 mai au 9 juin. Tatsuhito Takaiwa bat Jushin Liger pour le titre le 20 juillet.
Le 15 février 2009, Takaiwa est le 5e catcheur à utiliser le masque de Black Tiger, et le premier Black Tiger à ne pas être étranger, en attaquant Tiger Mask IV. Le 20 juin 2009, à Dominion Tiger Mask, il bat dans un mask vs. mask match il révèle son identité avant de le remettre.

### Pro Wrestling NOAH
À la Pro Wrestling NOAH, il remporte le GHC Jr. Heavyweight le 29 octobre 2001 face à Yoshinobu Kanemaru à Tug of War mais le perd le 9 décembre 2001 à Tokyo face à Naomichi Marufuji, et la ceinture AWA World Jr. Heavyweight.

## Palmarès et accomplissements
- New Japan Pro Wrestling
  - IWGP Junior Heavyweight Championship (1 fois)
  - IWGP Junior Heavyweight Tag Team Championship (2 fois) – avec Shinjiro Otani
  - Best of the Super Juniors (2000)

- Pro Wrestling NOAH
  - GHC Junior Heavyweight Championship (2 fois)

- Pro Wrestling ZERO1-MAX
  - AWA World Junior Heavyweight Championship (1 fois)
  - AWA/ZERO1-MAX/UPW/WORLD-1 International Junior Heavyweight Championship (1 fois)
  - NWA International Lightweight Tag Team Championship (1 fois) – avec Tomohiro Ishii
  - NWA/UPW/ZERO-ONE International Junior Heavyweight Championship (1 fois)
  - WWA World Junior Light Heavyweight Championship (Disputed Branch) (1 fois)

- Wrestle Association "R"
  - WAR International Junior Heavyweight Tag Team Championship (1 fois) – avec Shinjiro Otani

- Wrestling Observer Newsletter awards
  - Most Improved (1997)
  - Tag Team of the Year (1998) avec Shinjiro Otani

## Récompenses des magazines
- Pro Wrestling Illustrated

| Année | 1997 | 1998 | 1999 | 2000 | 2001 | 2002 | 2003 à 2004 | 2005 | 2006 |
| ----- | ---- | ---- | ---- | ---- | ---- | ---- | ----------- | ---- | ---- |
| Rang  | 219  | 138  | 112  | 52   | 100  | 177  | Non classé  | 164  | 194  |

## Générations Black Tiger
| Generation      | Name              |
| --------------- | ----------------- |
| Black Tiger     | Mark Rocco        |
| Black Tiger II  | Eddie Guerrero    |
| Black Tiger III | César González    |
| Black Tiger IV  | Rocky Romero      |
| Black Tiger V   | Tatsuhito Takaiwa |